# Semaeopus calavera
Semaeopus calavera là một loài bướm đêm trong họ Geometridae.